# Liersberg

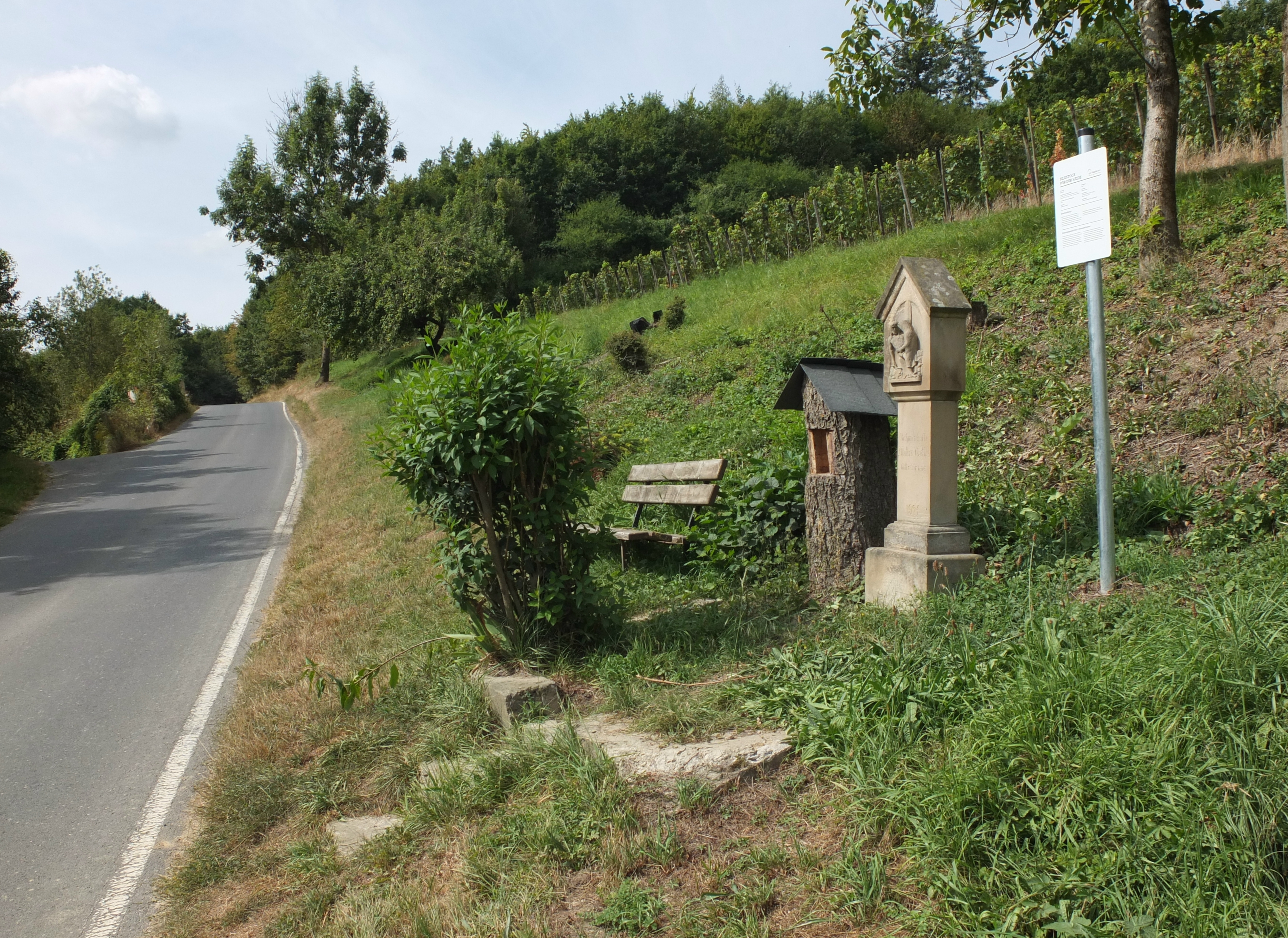
„Bildstock vor der Heide“ nordwestlich von Liersberg an der K2

Liersberg ist ein Ortsteil der Ortsgemeinde Igel im Landkreis Trier-Saarburg in Rheinland-Pfalz.

## Lage
Liersberg liegt auf der Hangterrasse eines Hochplateaus oberhalb des Tals der Mosel. Östlich der Siedlung befindet sich der Zewener Wald und nördlich der Ortslage verläuft die Bundesautobahn 64.
Nachbarorte sind im Südosten Igel und im Nordwesten der Ortsteil Mesenich der Ortsgemeinde Langsur.

## Geschichte

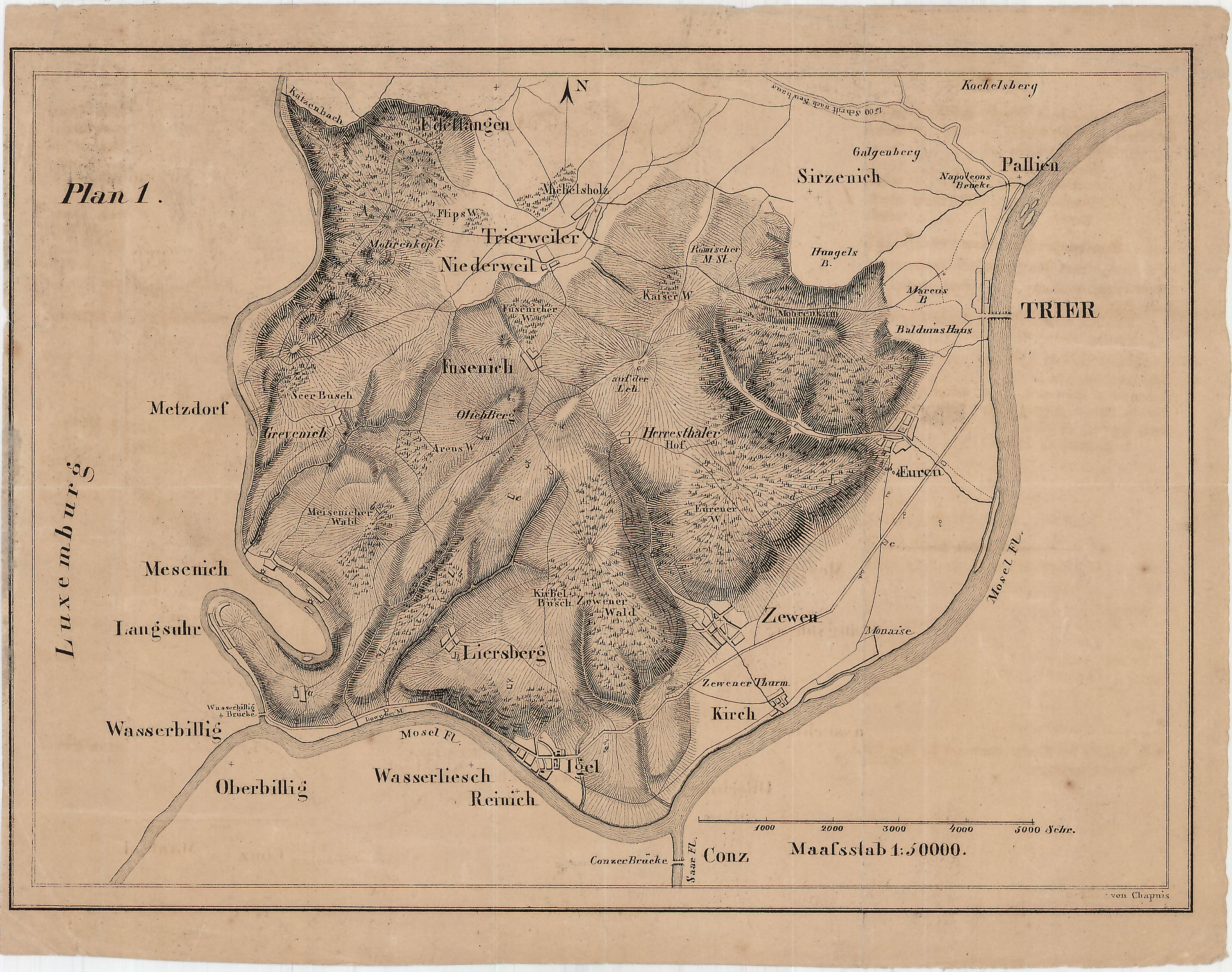
Liersberg und Umgebung auf einem Stahlstich der Region um Trier und Konz (1840)

Erstmals urkundlich erwähnt wurde Liersberg im Jahr 816 als Lusica. Jedoch siedelten schon in römischer und fränkischer Zeit Menschen auf dem heutigen Ortsgebiet. Dies zeigen verschiedene Siedlungsspuren. Im Jahr 1241 wird erstmals eine Kirche erwähnt. Bis zur französischen Revolution gehörte Liersberg zum Herzogtum Luxemburg und war Teil des Hochgerichtsbezirks Igel. Ab 1795 war das Dorf als Teil Frankreichs dem Département Forêts (deutsch: „Departement der Wälder“), Arrondissement Luxembourg, Kanton Grevenmacher zugeordnet und wurde von der Mairie Igel verwaltet. Seit die Sauer 1815 die Grenze zu Deutschland bildet, gehört der Ort zu Deutschland. Als Ergebnis des Wiener Kongresses wurde Liersberg dabei dem Königreich Preußen zugesprochen, das den Ort 1822 seiner neu gebildeten Rheinprovinz zuordnete.
Nach dem Ersten Weltkrieg gehörte das gesamte Gebiet zum französischen Teil der Alliierten Rheinlandbesetzung. Vor dem Zweiten Weltkrieg war Liersberg vom Bau des Westwalls betroffen. Die Ruinen der ehemaligen Bunker finden sich noch heute am Ortsrand und in der Gemarkung. Nach dem Krieg wurde die Gemeinde innerhalb der französischen Besatzungszone Teil des damals neu gebildeten Landes Rheinland-Pfalz.
Am 16. März 1974 wurde die bis dahin eigenständige Ortsgemeinde Liersberg mit zu diesem Zeitpunkt 235 Einwohnern nach Igel eingemeindet.

## Politik

### Ortsbezirk
Liersberg ist gemäß Hauptsatzung der einzige Ortsbezirk der Ortsgemeinde Igel. Die Interessen des Ortsbezirks werden durch einen Ortsbeirat und einen Ortsvorsteher vertreten.

### Ortsbeirat
Der Ortsbeirat von Liersberg besteht aus vier Mitgliedern, die bei der Kommunalwahl am 9. Juni 2024 in einer Mehrheitswahl gewählt wurden, und dem ehrenamtlichen Ortsvorsteher als Vorsitzendem. Bis zur Wahl 2019 wurde in einer personalisierten Verhältniswahl gewählt, da mindestens zwei Wahlvorschlagslisten eingereicht wurden.
Die Sitzverteilung im Ortsbeirat:
| Wahl | CDU               | WG(n) (*)         | Gesamt  |
| ---- | ----------------- | ----------------- | ------- |
| 2024 | per Mehrheitswahl | per Mehrheitswahl | 4 Sitze |
| 2019 | 3                 | 1                 | 4 Sitze |
| 2014 | 3                 | 1                 | 4 Sitze |
| 2009 | 1                 | 3                 | 4 Sitze |

### Ortsvorsteher
Arno Kuhl wurde am 11. September 2024 Ortsvorsteher von Liersberg. Da für die Direktwahl am 9. Juni 2024 kein gültiger Wahlvorschlag eingereicht wurde, erfolgte seine Wahl durch den Ortsbeirat.
Kuhls Vorgänger Dominik Schmitt (CDU) hatte das Amt am 9. Juli 2019 übernommen, nachdem er bei der Direktwahl am 26. Mai 2019 mit einem Stimmenanteil von 63,07 % für fünf Jahre gewählt worden war, und kandidierte bei der Wahl 2024 nicht für eine zweite Wahlperiode. Schmitts Vorgänger Bernhard Heintz (CDU) hatte das Amt 20 Jahre ausgeübt, war 2019 aber nicht erneut angetreten.

## Kultur und Sehenswürdigkeiten

### Bauwerke
In der Denkmalliste des Landes Rheinland-Pfalz (Stand: 2021) sind folgende Kulturdenkmäler genannt:
- Katholische Pfarrkirche St. Laurentius, Saalbau (1686, erweitert 1846), Mühlenstraße 5
- Marienkapelle, neugotisch (Ende 19. Jahrhundert), Bergstraße / Ecke Hofstraße
- Laurentiuskapelle, Mühlenstraße
- Quereinhaus (bezeichnet 1870), Mühlenstraße 14
- Ein Schaftkreuz (bezeichnet 1810) in der Gemarkung

### Vereine
- Freiwillige Feuerwehr Liersberg[16]
- Förderverein der Freiwilligen Feuerwehr Liersberg e. V.
- SV Igel-Liersberg e. V.
- Liersberger Förderverein e. V.

## Infrastruktur und Verkehr
Durch den Ort verläuft die Kreisstraße 2 (K 2) und am westlichen Ortsrand die K 3.

## Persönlichkeiten
- Hermann Müller (* 1960),  in Liersberg geborener Sportwissenschaftler und Hochschullehrer